# 巴基斯坦科技

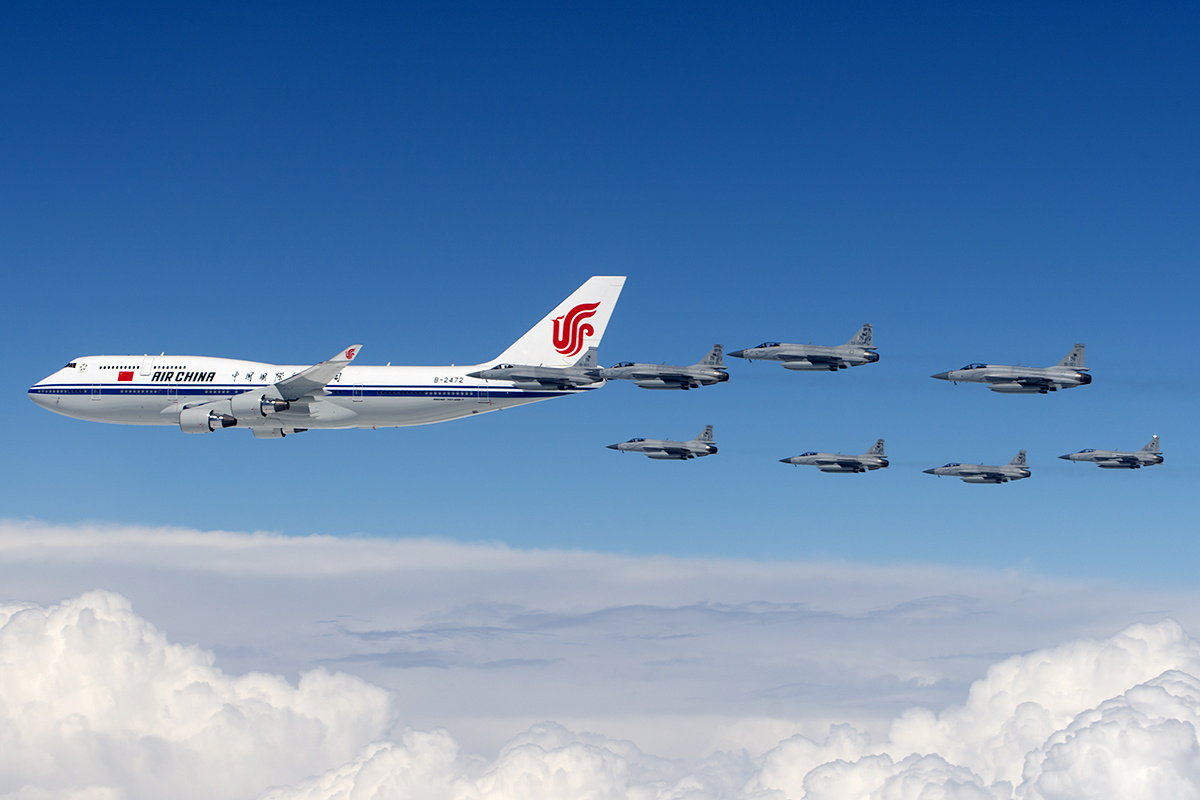
中巴合製的梟龍戰機於習近平專機護航

屬於中低度發展的巴基斯坦的科技並不突出，至今全國有一半人口還無電力可用，但在核武器包括原子彈和氫彈方面及部分理化領域又有所長，形成一種不平等的科技發展。

## 概觀
利雅卡特·阿里·汗是早期注重提升巴基斯坦科技人士，其認為要和人口遠多的印度對抗必須依靠科技力量，他就读于印度的阿里格尔穆斯林大学，后留学英国的牛津大学見證了現代化科技的重要。1947年8月14日巴基斯坦宣告獨立，他出任首任巴基斯坦總理，但於1951年被刺殺。1975年從德國留學回國的冶金學家卡迪爾汗博士受命領導及制訂巴基斯坦的核武計劃，1987年3月30日巴國宣布原子彈成功，卡胡達鈾濃縮工廠有年生產45公斤高濃縮鈾的能力，1998年4月6日成功試射高里對地彈道飛彈，射程為1500公里。
基於地緣戰略考慮巴基斯坦雖然是限核條約中的非法核武國，但美國還是向其出售高端武器例如F-16戰機，巴國也藉此有引入美國科技的機會。同時1961年起也開始關注太空技術發展，成立了宇宙高空大氣研究委員會(Space and Upper Atmosphere Research Commission)，目前已知有PAKSAT-1和PAKSAT-1R兩台通信衛星運轉，另有低軌道BADR-1和BADR-B兩觀測衛星，人才主要由航空宇宙研究所培育，是國內唯一航太教育機構。
21世紀10年代後中國一帶一路的發展日甚，巴基斯坦成為地緣重要位置加上數十年的第一盟國地位，2015年4月中共中央總書記兼中國國家主席習近平對巴基斯坦進行正式訪問，兩國簽署《中華人民共和國和巴基斯坦伊斯蘭共和國建立全天候戰略合作夥伴關係的聯合聲明》可望從中國引進大量技術轉移。